# Polska exilregeringen
Den polska republikens regering i exil (pl. Rząd Rzeczypospolitej Polskiej na uchodźstwie) bildades efter Tysklands invasion av Polen 1939. Exilregeringen upplöstes först 1990 som följd av den kommunistiska Folkrepubliken Polens sammanbrott.
Exilregeringen var stationerad i Paris mellan 1939 och 1940, därefter en kort period 1940 i Angers och slutligen, efter Frankrikes kapitulation, i London. Regeringen var en koalition mellan bondepartiet, socialisterna, arbetarpartiet och det nationella partiet. Exilregeringen hade militära enheter som stred på de allierades sida. Den hade också kontinuerlig kontakt med motståndsrörelsen i det nazistockuperade Polen och förde vidare information till de allierade.
Den polska exilregeringen fortsatte att existera efter andra världskriget under den kommunistiska regeringstid i Polen. Men exilregeringen var inte internationellt erkänd som Polens regering och hade ingen reell politisk makt. När den kommunistiska regeringen i Polen föll och övergången till ett demokratiskt Polen inleddes, upplöstes exilregeringen i London.